# Siarhiej Busieł
Siarhiej Uładzimirawicz Busieł (biał. Сяргей Уладзіміравіч Бусел; ur. 30 maja 1989 w Mińsku) – białoruski siatkarz, reprezentant kraju, grający na pozycji środkowego.

## Przebieg kariery
| 2009–2014              | Stroitiel Mińsk      |
| 2014–2015              | Prikamje Perm        |
| 2015–2020              | NOWA Nowokujbyszewsk |
| 2020–2021              | Dinamo-LO            |
| 2021–2022 (do 01.2022) | Stroitiel Mińsk      |
| 2022– (od 21.01.2022)  | Dinamo Moskwa        |

## Sukcesy klubowe
Puchar Białorusi:
- 2009, 2010, 2012, 2013

Mistrzostwo Białorusi:
- 2010, 2011, 2012, 2013, 2014

Superpuchar Białorusi:
- 2021

## Sukcesy reprezentacyjne
Liga Europejska:
- 2019

## Nagrody indywidualne
- 2008: Najlepszy blokujący Mistrzostw Europy Juniorów